# Mount Holt
Mount Holt ist ein rund 750 m hoher Berg im Norden der westantarktischen Alexander-I.-Insel. Er ragt an der Mündung des Palestrina-Gletschers in die Lasarew-Bucht auf.
Luftaufnahmen der US-amerikanischen Ronne Antarctic Research Expedition (1947–1948) dienten 1960 dem britischen Geographen Derek Searle vom Falkland Islands Dependencies Survey für eine Kartierung. Das Advisory Committee on Antarctic Names benannte den Berg nach Commander Fred C. Holt von der United States Navy, kommandierender Offizier der Flugstaffel VXE-6 bei der Operation Deep Freeze des Jahres 1976 und Pilot einer LC-130 Hercules im Jahr zuvor.